# 模块化建筑
模块化建筑（Prefabricated Prefinished Volumetric Construction）简称PPVC，在装配式建筑中预制程度最高的一种。PPVC是将建筑分成若干空间模块，模块内的一切设备、管线、装修、固定家具均已做好，外立面装修也可以完成。将这些模块构件运至施工现场，就像“搭建积木”一样拼装在一起的建筑。PPVC是建筑工业化的高端产品，具备自身高度的完整性。